# Pedro Ramírez Paredes
Pedro Antonio Ramírez Paredes (Barinas, 24 agosto 1992) è un calciatore venezuelano, centrocampista dell'Inter de Barinas.

## Palmarès

### Club
- Campionato venezuelano: 4

Zamora FC: 2012-2013, 2013-2014, 2016, 2018
- Coppa Svizzera: 1

Sion: 2014-2015
- Copa Venezuela: 1

Zamora FC: 2019